# ワーナーミュージック・ジャパン
株式会社ワーナーミュージック・ジャパン（英: Warner Music Japan Inc.）は、米国・ワーナーミュージック・グループ傘下の日本のレコード会社、芸能事務所。
2025年（令和7年）現在、日本に拠点を置く大手外資系レコード会社の中ではユニバーサルミュージック合同会社に次いで長い歴史を有する日本の大手レコード会社でもある。

## 沿革
- 1970年（昭和45年）11月11日 - ワーナー・ブラザース（50%出資）とオーディオ機器メーカー（当時）・パイオニア（25%）、芸能プロダクションの渡辺プロダクション[注釈 2]（25%）の3社により、「ワーナーブラザーズ・パイオニア株式会社」を設立。これは、当時の日本でアメリカ資本のみのレコード会社設立が出来なかったためである[注釈 3]。
- 発足当初のレーベルは、以下の4つだった[注釈 4]。
  - ワーナー・ブラザーズ（現：ワーナー・レコード。東芝音楽工業〈現：ユニバーサルミュージック合同会社〉より移行）
  - アトランティック（日本グラモフォン〈現：ユニバーサルミュージック合同会社〉より移行）
  - リプリーズ（日本ビクター・ワールド・グループ〈現：ビクターエンタテインメント（二代目）〉より移行）
  - パイオニア（ゼロベースの邦楽部門。主にテレビアニメ・特撮ドラマの各種主題歌やサウンドトラックの発売が中心[注釈 5]）
- 現役時代のレッド・ツェッペリンなどを擁したことから洋楽志向の強いメーカーというイメージもあるが、スタート時点から邦楽にも力を注いでおり、最初のビッグ・ヒットが「わたしの城下町」（小柳ルミ子）だった。
- 興味深いのは邦楽の取扱いで、全てが「パイオニア・レーベル」というわけではなく、アーティストによって振り分けが行われていた（小柳ルミ子はリプリーズ、ペドロ&カプリシャスはアトランティック）[注釈 6]。
- 1972年（昭和47年） - 社名を「ワーナー・パイオニア株式会社」に変更。
- 1978年（昭和53年） - 渡辺プロダクションがワーナーと並行する形で出資していた「アポロン音楽工業」（現：バンダイナムコミュージックライブ）へ音源の発売権を一本化することを発表し、資本撤退。それに伴い、渡辺音楽出版が原盤供給していた音源が引き揚げられ、一部作品はSMSレコードから再発売される。
- 1990年（平成2年） - パイオニアが自社系列で音楽・映像ソフト制作に乗り出す方針を固め、1981年設立の「レーザーディスク株式会社」を1989年、「パイオニアLDC」（現：NBCユニバーサル・エンターテイメントジャパン）に商号変更し、この年、正式に資本撤退[注釈 7]。ワーナー・ブラザース・グループの100%子会社となる。
  - 新会社WEAミュージック株式会社が設立される。第一弾アーティストは槇原敬之で、代表は折田育造。
  - アルファ・ムーンが、マザーアンドチルドレンと合併、ジャグラーと提携して、エム・エム・ジー（MMG[注釈 8] Inc,）に改称。GARLANDレーベルを新たに発足。ワーナーミュージック・グループ傘下入りする。
- 1991年（平成3年） - 社名を「株式会社ワーナーミュージック・ジャパン」（初代法人）に変更。
- 1993年（平成5年） - スターダスト☆レビューや森高千里が所属する芸能事務所アップフロントグループと共同出資で、ワン・アップ・ミュージック（現：アップフロントワークス）を設立[注釈 9]。
  - エム・エム・ジーが、イーストウエスト・ジャパンに改称。
- 1994年（平成6年） - 1990年設立のWEAミュージック株式会社を吸収合併し、レーベルはwea japanに一本化。法人としてのワーナーはグループの統括会社として機能。
  - マイカルハミングバードの音楽・映像事業を譲受する。
- 1996年（平成8年） - 邦楽の演歌部門から完全撤退。小林幸子ら所属演歌歌手が他社への移籍を余儀なくされる。
- 1997年（平成9年） - ソニー・ミュージックエンタテインメントから稲垣博司や橋爪健康などのエグゼクティブが大量にワーナーへ転籍。
  - 華原朋美・今井美樹・坂本龍一・PENICILLINらを高額の移籍金で他社から移籍させる。
- 1998年（平成10年） - wea japanがワーナーに吸収され、発売元はワーナーミュージック・ジャパンに変更される[注釈 10]。
- 2002年（平成14年） - 関連会社の株式会社イーストウエスト・ジャパン、株式会社ワーナーミュージック・ジャパン、タイム ワーナー エンターテイメント ジャパン株式会社の3社が合併し、「ワーナー エンターテイメント ジャパン」となる。
- 2004年（平成16年） - ワーナー・ブラザースの親会社である米国タイム・ワーナー（現：ワーナー・ブラザース・ディスカバリー）が音楽部門を分離・売却。それに伴い、ワーナー エンターテイメント ジャパンも音楽ソフト部門を分離、社名が再び「ワーナーミュージック・ジャパン」（二代目法人）となる。
- 2011年（平成23年）
  - 5月6日 - ワーナーミュージック・グループは、2004年から2007年まで同社役員会メンバーで取締役だったレン・ブラバトニクが代表を務める米投資ファンド　アクセス・インダストリーズ社による約33億米ドルの買収を受け入れることで合意した。
- 2013年（平成25年）
  - 5月 - 社名の『WARNER MUSIC JAPAN』の書体が変更される。ロゴマークに変更はない。
  - 9月 - 同年の2月7日、 ワーナーミュージック・グループが、ユニバーサル ミュージックから、EMIレコードの一部門であるパーロフォン・レーベル・グループを買収したことに伴い[4]、日本でのEMIクラシックス（旧EMIミュージック・ジャパン原盤を除く）や欧州のEMI（ビートルズを除く）の販売権が、日本のユニバーサル ミュージックから移行される。
- 2014年（平成26年）
  - 4月1日付で代表取締役会長兼CEOに小林和之が就任。
- 2015年（平成27年）
  - 3月 - 同社の社内カンパニー兼芸能プロダクション事業の株式会社ワーナーミュージックエージェンシーを発足。
  - 7月 - 代表取締役COOに堀切英明が就任。
- 2017年（平成29年）
  - 10月1日 - 同年秋より、CD/DVD等のパッケージ商品の小売販売・流通業務をソニー・ミュージックマーケティング（現：ソニー・ミュージックソリューションズ）へ委託することを決定[3]。
- 2020年（令和2年）
  - 4月1日 - ロゴマーク（CI）の意匠を変更。
  - 11月11日 - 創業当初のワーナーブラザーズ・パイオニア時代から通算して創業50年。
- 2021年（令和3年）
  - 8月5日 - 同社の社内カンパニーとしてこれまでのワーナーミュージックエージェンシーの後継となる女優・モデルマネージメントを中心とした芸能プロダクション事業のワーナーミュージック・アーティスツを発足。
- 2024年（令和6年）
  - 12月12日 - ワーナーミュージック・ジャパンとNBCユニバーサル・エンターテイメントジャパンのアニメ音楽に関するパートナーシップの締結を発表[5]。

## アーティスト
2025年6月現在、五十音順。

### 邦楽
- あいみょん（2016年〜）
- a crowd of rebellion（2015年〜）
- i-dle（2025年〜）
- CIX（2019年〜）
- 浅香唯（2005年〜）
- 新しい地図（2017年〜）
  - SingTuyo（2018年〜）
  - 新しい地図 join ミュージック（2018年〜）
- Ayumu Imazu（2021年〜）
- ITZY（2021年〜）
- illion（2013年、2016年〜）
- infix（2012年、2017年〜）
- indigo la End（2014年〜）
- 浦島坂田船（2025年〜）
- SF9（2017年〜）
- FTIsland（2010年〜）
  - イ・ホンギ（from FTISLAND）（2015年〜）
- 尾崎由香（2018年〜）
- 小野正利（2017年〜）
- オレンジスパイニクラブ（2021年〜）
- Kazuo（2022年〜）
- CAPSULE（2013年〜）
  - 中田ヤスタカ（2016年〜）
- 神様、僕は気づいてしまった（2017年〜）
- GALNERYUS（2017年〜）
- 川崎鷹也（2021年〜）
- 吉川晃司（2013年〜）
- GAGLE（2004年〜）
- GANG PARADE（2019年〜）
  - GO TO THE BEDS（2020年〜）
  - PARADISES（2020年〜）
- KANDYTOWN（2016年〜）
- CRAZY N' SANE（2016年〜）
- KSUKE（2015年〜）
- ゲスの極み乙女。（2014年〜）
- coldrain（2017年〜）
- Cornelius（2006年〜）
- コブクロ（2001年〜）
  - 小渕健太郎（2013年）
- 今陽子（2011年〜）
- THE YELLOW MONKEY（2018年〜）
- PSYCHIC FEVER from EXILE TRIBE（2025年〜）
- Psycho le Cemu（2015年〜）
- ザ・コインロッカーズ（2018年〜）
- CNBLUE（2011年〜）
  - Jung Yong-Hwa（from CNBLUE）（2015年〜）
  - イ・ジョンヒョン（from CNBLUE）（2016年〜）
- 渋谷すばる（2019年〜）
- 島爺（2016年〜）
- Jazztronik（2016年〜）
- SYU（2019年〜）
- 神聖かまってちゃん（2010年〜）
- 須田景凪（2018年〜）
- SPiCYSOL（2021年〜）
- Sonar Pocket（2017年〜）
- 高橋優（2010年〜）
- 竹内まりや（1984年〜）
- TEAM SHACHI（旧：チームしゃちほこ、2012年〜）
- chay（2012年〜）
- TESTSET（2022年〜）
- D'ERLANGER（2013年〜）
- Tempalay（2020年〜）
  - AAAMYYY（2021年〜）
- tofubeats（2013年〜）
- TWICE（2017年〜）
- 中島卓偉（2022年〜）
- 中村あゆみ（2005年〜）
- 新妻聖子（2016年〜）
- Newspeak（2022年[6]～）
- Hakubi（2020年〜）
- PUFFY（2015年〜）
- banvox（2015年〜）
- 氷室京介（2011年〜）
- FIVE NEW OLD（2020年〜）
- Fear, and Loathing in Las Vegas（2017年〜）
- マキシマム ザ ホルモン（2018年〜）
- METAFIVE（2016年〜）
- 山下達郎（1982年〜）
- 水谷果穂（2017年〜）
- 美波（2020年〜）
- 宮川大聖（2021年〜）
- yonige（2017年〜）
- ロイ-RöE-（2018年〜）
- WANIMA（2017年〜）
- 渡辺香津美（2013年〜）
- ONE OK ROCK（2021年〜）
- aespa (2023年〜)

### 洋楽
- J・ウィリアムス
- MR. BIG
- ZZトップ
- アヴェンジド・セヴンフォールド
- アラニス・モリセット
- イエス
- イーグルス
- エコー&ザ・バニーメン
- エド・シーラン
- エリック・クラプトン
- エリック・ベネイ
- エンヤ
- ヴァン・ヘイレン
- カーズ
- コールドプレイ
- ザ・コアーズ
- グー・グー・ドールズ
- グリーン・デイ
- ザーズ
- サード・アイ・ブラインド
- ジェイムス・ブラント
- ジャクソン・ブラウン
- ジュエル
- ジューダス・プリースト
- ジュディ・コリンズ
- ジョニ・ミッチェル
- ジェフ・ベック
- シルヴァーサン・ピックアップス
- シンプル・プラン
- ダニエル・パウター
- ディープ・パープル
- デュア・リパ
- ドッケン
- ドナルド・フェイゲン
- ドゥービー・ブラザーズ
- トーキング・ヘッズ
- ハード・ファイ
- ハービー・ハンコック
- パラモア
- ビージーズ
- フォリナー
- プリンス
- ブルーノ・マーズ
- ポール・ギルバート
- ニュー・オーダー
- マッチボックス・トゥエンティ
- マドンナ
- マリリン・マンソン
- ミシェル・ブランチ
- ミック・ジャガー
- ミューズ
- メイレイ
- モンキーズ
- ライ・クーダー
- レオン・ラッセル
- リトル・フィート
- リンダ・ロンシュタット
- リンキン・パーク
- ルー・リード
- レイ・チャールズ
- レイチェル・ヤマガタ
- レッド・ホット・チリ・ペッパーズ
- レッド・ツェッペリン
- ロキシー・ミュージック
- ロッド・スチュワート
- ロン・ウッド

### 過去
ワーナー・パイオニア名義も含む。
- Ai（2003年 → 2004年よりAi+BANDとしてインディーズレーベルに移籍）
- アイドル妖怪カワユシ（2013年）
- 藍美代子（1973年〜1976年）
- あいざき進也（1974年〜1979年）（ → SMS）
- 葵-168-（2013年〜2014年）
- ARTEMA（2013年〜2016年）（解散）
- OUTSIDE SIGNAL（2004年）（解散）
- 赤西仁（2011年〜2014年）
- アグネス・チャン（1972年〜1978年）（ → SMS → 徳間ジャパン → ポニーキャニオン → 日本クラウン）
- 麻丘めぐみ（1984年〜1985年）（ビクターレコード → 引退・結婚 → 離婚、復帰後ワーナー・パイオニア[注釈 11] → トーラス → ポリスター）
- Azumi（2015年）
- UP STEADY（2004年〜2005年）
- Atelier Bossa-Conscious（2010年〜2012年）
- あのねのね
- 安部純（1991年〜1993年）
- 絢香（2006年〜2009年）
- 新垣結衣（2007年〜2010年）
- 荒木真樹彦（1988年〜1994年）（ → キティ・エンタープライズ → インディーズ）
- ANGELA（angela）（1999年 → 所属事務所内のインディーズ・レーベル → スターチャイルド）
- Our Love to Stay（2004年）
- androp（2011年〜2016年）（インディーズ自主レーベル → ユニバーサルミュージック/ZEN MUSIC移籍）
- and ROSEs（2016年）
- 杏里（2011年）
- 石橋菜津美
- いずみたくシンガーズ
- 伊藤祥平（2011年〜2013年）
- THEイナズマ戦隊（2003年〜2005年）（ → 日本クラウン）
- 和泉容（1997年～1999年）（テイチクから移籍）
- 今井美樹（1998年〜2002年）（フォーライフから移籍 → EMIミュージック・ジャパン（旧：東芝EMI））
- infix（2012年）
- WooYes!（2015年）
- 上村梨恵子（2005年）
- 内田裕也（内田裕也&1815ロックンロールバンド名義含む）
- ウルフルズ（2007年〜2009年、2014年〜2019年）Getting Betterへ移籍
  - トータス松本（2007年〜2012年）
- AIDS チャリティ Project（2007年）
- Ailee（2012年）
- X JAPAN（2013年〜2014年）レガシーレコーディングスへ移籍
- ABC Project（2011年）
- N.M.L.（2001年）
- 大塚たけし（1972年〜1973年）（後に大塚博堂と芸名を変えて日本フォノグラムから再デビュー）
- おおはた雄一（2005年〜2008年）
- 岡村孝子（1995年〜2002年）（ファンハウス（現：Ariola Japan） → インディーズ（シングル『天晴な青空』） → Ariola Japan → ヤマハミュージックコミュニケーションズ）
- 奥井亜紀（1993年〜1997年）
- 越智静香（1990年〜1991年）
- 小野恵令奈（2012年〜2013年）
- The Winking Owl（2017年〜2020年）
- cargo（2010年〜2013年）
- 甲斐バンド（1999年〜2001年）（東芝EMI → 解散 → 東芝EMIで期間限定復活 → イーストウェストジャパンで活動再開 → 活動休止 → EMIミュージック・ジャパン → IVY RECORDS → キングレコード）
- 笠原弘子
- 加賀谷はつみ（2012年〜2013年）
- Charisma.com（2015年〜2018年）
- 春日はるみ（1973年〜?年）（ → 川中美幸に改名しテイチクから再デビュー）
- 桂木文（1978年〜1979年）
- 加藤紀子（1992年〜1994年）（ → ONE UP MUSIC INC.（現：アップフロントワークス） → （ → zetima → 地中海（各アップフロントワークス）））
- 金子ノブアキ（2014年）
- カノエラナ（2016年〜2018年）
- 華原朋美（1998年〜2003年）（ORUMOKから移籍 → ユニバーサルシグマ → 活動休止後ユニバーサルと再契約。ユニバーサルJ所属。）
- COLOR（1999年〜2001年）（2002年活動終了）
- 狩人（1977年〜?年）
- カルメラ（2014年〜2016年）
- カルロス・トシキ&オメガトライブ（1990年〜1994年）（解散）
- 河口恭吾（2003年〜2006年、2013年）（ → 日本クラウン）
- 川上大輔（2013年〜2015年）
- KICK THE CAN CREW（2001年〜2004年）（ → ビクターエンタテインメントへ移籍）
- 北原ミレイ（東芝から移籍 → SMS → 徳間ジャパンコミュニケーションズ）
- キム・ナムギル（2013年）
- Q;indivi+（2010年）
- CURIO（2002年）（Epic/Sonyから移籍 → インディーズ → 2003年解散）
- 清春（2016年）
- きゃりーぱみゅぱみゅ（2011年〜2020年）（ → 日本コロムビア）
- キリンジ（1998年〜2002年）（ → 東芝EMI → コロムビアミュージックエンタテインメント）
- 九州男（2010年〜2014年）
- 熊木杏里（2011年〜2012年）
- 倉沢淳美（1984年〜1987年）
- 倉橋ヨエコ（2000年〜2003年）
- クラムボン（1999年〜2002年）（ → コロムビアミュージックエンタテインメント）
- グレープ（1973年〜1975年、1991年）
  - さだまさし（1976年〜1978年）（ → テイチクエンタテインメント → ユーキャン（旧：FOA RECORDS）） → Colourful Records）
- GLORY HILL（2012年〜2016年）
- K DUB SHINE（2010年〜2012年）
- KG (歌手)（2013年〜2016年）
- Gendy（2016年）
- 香西かおり（ → NAYUTAWAVE RECORDS）
- 小坂明子（1974年〜1978年）
- ザ50回転ズ（2004年〜2010年）
- 小林幸子（ → コロムビアミュージックエンタテインメント → インディーズ）
- 小松政夫（2016年〜2020年）
- 小柳ルミ子（1971年〜1978年）（ → SMS → ナベプロ独立と前後してワーナーに再移籍 → ゼティマ）
- 小柳ゆき（1998年〜2004年）（ → NAYUTAWAVE RECORDS → EMI RECORDS）
- 近藤夏子（2010年〜2013年）
- サーカス（アルファレコードから移籍 → 日本コロムビア → VAP → ファンハウス → ソニー・ミュージックダイレクト）
- 坂本龍一（1998年〜2006年）（フォーライフから移籍 → commmons）
- 指田郁也（2011年〜2014年）
- sarah（1997年〜1998年）（フォーライフから移籍 → PHOTON → テイチク → 活動休止中）
- サラ・ブライトマン（ → EMIミュージック・ジャパン）
- THE JAYWALK（2008年〜2010年）（ → ヤマハミュージックコミュニケーションズ → インディーズ）
- 椎名へきる（2014年）
- 志賀真理子（1986年〜1988年4月、大学進学に際し、芸能活動との両立が困難となり引退 → 1989年11月24日、留学先で事故死）
- 篠原ともえ（1999年〜2001年）
- 島本須美（2009年）
- ジャッキー・チェン（成龍）（1984年）
- ジュディ・オング（2012年）
- JUNIEL（2011年〜2013年）
- 朱里エイコ（1971年〜1979年）
- 少年隊（1985年〜1992年）（ → ポニーキャニオン → ジャニーズ・エンタテイメント）
- Jerry Yan（2017年）
- ジョー山中（2011年8月7日死去）
- JiLL-Decoy association（2013年）
- 吹田明日香（1983年〜1984年）
- SUGIURUMN（2013年）
- 杉浦幸（1986年〜1987年）
- 杉山清貴（1990年〜2000年）（ → バップ → キングレコード。原盤権はトライアングルプロダクション在籍時代の作品はWMJ単独、ホリプロ在籍時代の作品は同社と共同で所有）
- SQUAREHOOD（2009年〜2010年）
- SBK（2000年〜2003年）
- スターダストレビュー（1981年〜1993年）（ → ワンアップミュージック（ → ゼティマ） → オークレコーズ（新星堂子会社） → Imperial Records → 日本コロムビア）
- Still Small Voice（1997年〜1998年）
- SLAP STICKS（1995年〜1998年）
- せがた三四郎（藤岡弘（現・藤岡弘、））（1998年）
- 世良公則（1989年〜1999年）
- センチメンタル・シティ・ロマンス（2011年）
- 千堂あきほ（1990年〜1994年）
- Soul Camp（2005年〜2008年）
- SOFFet（2003年〜2005年）（ → rhythm zone）
- SOFT BALLET（2002年〜2003年）
- Superfly（2007年〜2021年）（ → ユニバーサルシグマ → ユニバーサルミュージック・ポリドール）
- ダイアモンド☆ユカイ（1990年〜1993年、2012年）
- 太陽族（2002年〜2008年）
- 高山美図紀（1991年〜1992年）
- 武田久美子（1983年〜1984年）
- 竹中直人
- 竹村延和（1997年〜1999年）（トイズファクトリーから移籍 → Childisc（自主制作レーベル））
- DadaD（2014年）
- TOUCH（2013年〜2014年）
- 立見里歌（1987年）
- TANAKA ALICE（2015年）
- TUFF SESSION（2005年〜2006年）
- chelmico（2018年〜2022年）
- ちめいど（2006年）
- CHAGE and ASKA（1979年〜1985年）（ → ポニーキャニオン → EMIミュージック・ジャパン → ヤマハミュージックコミュニケーションズ → ユニバーサルシグマ）
- CHARCOAL FILTER（2003年〜2004年）（ → 日本クラウン → 解散）
- 椿屋四重奏（2007年〜2011年1月解散）
- TWO-MIX（1998年〜2002年）（キングレコード → ワーナーミュージック・ジャパン → 所属事務所内のインディーズ・レーベル → ジェネオン エンタテインメント（II MIX ⊿ Delta名義） → インディーズ・レーベルShiinaTactix-Music）
- 鶴（2008年〜2013年）
- DJ HASEBE（2007年〜2010年）
- D.D.D（2005年〜2006年）
- TOWA TEI（2013年〜2014年）
- DIR EN GREY（1999年〜2000年）（ → フリーウィル）
- デジカット（2013年）
- 戸田康平（2006年〜2007年）
- テツ&トモ（2014年〜2021年）（ポニーキャニオン → ファイブズエンタテインメント → MY SONGS → ワーナーミュージック・ジャパン → テイチクエンタテインメント）
- トレモノ（2017年）
- 中川勝彦（1984年〜1987年）（ → NECアベニュー → 「10th st2nd」というユニットでアルファレコード → 1994年死去）
- 中嶋ユキノ（2011年〜2012年）（ → SME Records）
- 中田裕二（2011年）
- 中西圭三（2016年）（パイオニアLDC → ユニバーサルミュージック）
- 夏木マリ（2012年〜2016年）
- NADÈGE（1997年〜1998年）（ビクター → PHOTON → CONSIPIO RECORDS → 活動休止）
- NANANINE（2002年〜2003年）（ → 自主レーベル → 活動休止中）
- ナナムジカ（2005年〜2007年）（活動休止）
- 中森明菜（1982年〜1992年）（ → ユニバーサルビクター（旧：MCAビクター） → ガウスエンタテインメント（現：徳間ジャパンコミュニケーションズ） → ユニバーサルシグマ/歌姫レコーズ → ユニバーサルミュージック/ポリドール/歌姫レコーズ）
- NEER（2016年）
- NICOTINE（2003年〜2004年）
- ニコラス・エドワーズ（2013年）
- ニャンギラス（1986年）
- NEXT-STYLE（2012年〜2015年）
- ノーナ・リーヴス（1997年〜2001年、2017年〜2019年）
- HER NAME IN BLOOD（2015年〜2019年）（解散）
- HIGHWAY61（2004年〜2005年）（解散）
- HI LOCKATION MARKETS（2008年〜2011年）
- パスピエ（2012年〜2020年）
- 8utterfly（2017年）
- バナナフリッターズ（2017年）
- パク・ジョンミン（2011年）
- バクステ外神田一丁目（2013年〜2014年）
- 橋本美加子（1985年〜1988年）
- 長谷直美（1981年）（エピックから移籍）
- 畠田理恵（1987年〜1990年）（ → ポリスター → 引退）
- 花*花（2000年〜2003年活動休止。2009年活動再開後はインディーズ）
- 羽田惠理香（現：はねだえりか、1996年）（CoCo解散以降、ポニーキャニオンから移籍）
- 馬場俊英（2008年〜2014年）（フォーライフ → WMJ）
- 浜田ばみゅばみゅ（2015年）
- 原めぐみ（1983年）
- BAROQUE（2012年〜2013年）
- BAND FOR "SANKA"（2008年）
- the brilliant green（2010年〜2014年）
  - Tommy february6/Tommy heavenly6（2010年〜2014年）
- PETER MAN（2012年）
- P-MODEL（1979年〜1981年）（ → 徳間ジャパン → アルファレコード → ポリドール → 日本コロムビア → インディーズ。2000年に活動休止。）
- ヒデとロザンナ（1976年〜1989年）（日本コロムビアから移籍）
  - 出門英
- H!dE（2015年〜2016年）
- ひとしずく×やま△（2015年）
- 人時（黒夢のベーシスト）（1997年）
- 姫carat（2013年〜2014年）
- 広末涼子（1997年〜2000年）
- 藤谷美紀（1988年〜1991年）
- THE PRIVATES（2014年）
- Plastic Tree（1997年〜2001年）（ → インディーズ活動を経てユニバーサルミュージック → 徳間ジャパンコミュニケーションズ → FlyingStar Records）
- BRADIO（2017年〜2023年）（HERO MUSIC ENTERTAINMENT→ワーナーミュージック・ジャパン→日本クラウン）
- プリズム（1980年〜1983年）（ポリドールから移籍 → TDKコア → SMS → バンダイ・ミュージックエンタテインメント → メルダック → マクセル・イーキューブ → ユニバーサルミュージック → インディーズ。）
- THE BLUE HEARTS（1990年〜1995年）（メルダック（現：徳間ジャパンコミュニケーションズトライエム制作室）から移籍 → 1995年7月解散）
- THE BROBUS（2006年）
- 藤澤ノリマサ（2015年〜2018年）
- Baby Boo（2002年〜2003年）（ → インディーズ）
- PENICILLIN（1998年〜2000年）（PIONEER LDC（現：NBCユニバーサル・エンターテイメントジャパン）から移籍 → omega A.T. music → HiBOOM（avexのレーベル） → avex trax → 日本クラウン → THAT records → blowgrow → Hysteria/ソニー・ミュージックソリューションズ）
  - 大滝純（1997年〜1999年）
- Versailles（2009年〜2016年）
  - KAMIJO（2014年〜）
  - HIZAKI（2016年〜）
- Heavenstamp（2011年〜2012年）
- Hermann H.&The Pacemakers（2001年〜2004年）
- BOREDOMS（1993年〜2004年）
- 細川直美（1989年〜1990年）
- ポップコーン（1979年）
- BONNIE PINK（1999年〜2012年）（ポニーキャニオン → ワーナーミュージック・ジャパン）
- MAA（2013年）
- MADOKA.（2016年）
- Muddy Apes（2016年）
- mount sugar（2002年〜2006年）
- 前島麻由（2019年）（KADOKAWAへ移籍）
- まえだまえだX（2012年）
- 槇原敬之（1990年〜1996年、2000年〜2003年）（ → Sony Records/SME Records → WMJ復帰 → EMIミュージック・ジャパン → J-more（avex） → Buppuレーベル）
- 増田惠子（1981年〜1982年、2012年〜2014年）
- 松岡英明（1995年〜1998年）（EPIC/SONY → WMJ）
- 松本哲也（2002年〜2003年、2013年）
- 三浦理恵子（1995年〜1997年）（CoCo解散以降ポニーキャニオンから移籍 → インディーズ）
- 水谷良重
- 宮原芽映（1981年）
- みつき（2007年〜2014年）
- MEG（2002年〜2003年、2011年〜2012年）（ → ユニバーサルミュージック → WMJ → スターチャイルド）
- media youth（1998年〜1999年活動終了）
- メレンゲ（2004年〜2013年）
- mothy 悪ノP（2015年）
- 森大輔（2004年〜2009年）（2011年9月に音楽活動中断）
- 森高千里（1987年〜1993年）（ → ワンアップミュージック → ゼティマ（アップフロントワークス））
- YA-KYIM（2007年〜2012年）
- 矢沢永吉（CBS・ソニー → WMJ → 東芝EMI → GARURU RECORDS（インディーズ））
- 安岡力也（1983年）
- 柳ジョージ（1982年～1991年）（MCAビクターへ移籍）
- 山下智久（2012年〜2016年）（SME Recordsへ移籍）
- 山根万理奈（2011年〜2012年）
- 山本正之（ワーナー・パイオニア時代、『タイムボカン』終了まで。『ヤッターマン』以降はビクター）
- YOKO（2008年）
- 米倉利紀（2001年〜2008年）（パイオニアLDC → WMJ → ユニバーサル ミュージック ジャパン → 徳間ジャパンコミュニケーションズ移籍）
- 横須賀昌美（1981年）
- yukaDD(;´∀`) (2020年〜2023年) （DISCOVERY NEXT（インディーズ） → WMJ → avex traxへ移籍）
- RIZE（2012年）
- LOUDNESS（1985年〜1996年）
- LOVERS ROCREW（2013年）
- RYO the SKYWALKER（2000年〜2003年）
- 山本領平（2004年）
- RIP SLYME（2001年〜2018年）
- LinQ（2013年〜2015年）
- ルンヒャン（2012年）
- Letit go（1995年〜1996年）
- 恋愛信号（1995年〜1997年）
- LOCAL CONNECT（2017年）
- ROCK'A'TRENCH（2007年〜2011年12月活動休止）
- ろん（2015年〜2016年）
- Wyse（2002年〜2003年）
- 鷲と鷹
- 和田アキ子（1979年〜2001年）（RCAビクター（日本ビクター → ビクター音楽産業） → RVC → ワーナー・パイオニア → ワーナーミュージック・ジャパン → ユニオンレコード（テイチクエンタテインメント） → ユニバーサルシグマ(ユニバーサル ミュージック ジャパン)。RVCとワーナー時代の音源はホリプロが所有。）
- 渡辺徹（1991年）（EPIC・ソニーから移籍。2022年11月28日死去）

## 女優・モデル（ワーナーミュージック・アーティスツ）
2023年9月現在、五十音順。
現在
- 大薮未来（2021年〜）
- 山優香（2021年〜）
- 鈴本涼（2021年〜）
- 中江早紀（2021年〜）
- 西尾ゆい（2021年〜）

過去
- 鈴木心緒（2021年〜2023年1月） ※フリーを経て2023年4月より株式会社ALWAYSに所属。フジコーズ（『オールナイトフジコ』〈フジテレビ〉内ユニット）のメンバーとして活動中。
- 浜浦彩乃（2021年1月〜2022年12月）※元こぶしファクトリー（ハロー!プロジェクト）。2023年1月よりCRAVEに移籍。

## 社内レーベル
消滅レーベルも含む。
- A.K.A. Records
- A'zip Music
- ATLANTIC
- Atlantic Japan
- CUBE LOVES MUSIC
- DISCO VOLANTE
- DREAM MACHINE
- east west
- elektra
- ENTRANCE
- FUELED BY MENTAIKO - WACKとのジョイントベンチャー[注釈 12]
- Futurista
- GARLAND
- Jupiter
- MOON RECORDS - 山下達郎・竹内まりや夫妻のプライベート・レーベル
- NAT
- Organon
- PASION RECORD! - 今井美樹のプライベート・レーベル
- Parlophone
- PHOTON - Nadègeのプライベート・レーベル
- PIONEER[注釈 13]
- PLANETS
- Real Note
- Rhino
- Reprise
- River Way - 槇原敬之のプライベート・レーベル
- root of style - 米倉利紀のプライベート・レーベル
- SAMURAI ROCK - 吉川晃司のプライベート・レーベル
- SIRE
- Slowly Records - indigo la Endのプライベート・レーベル
- SPROUSE
- TRINITAS
- TACO RECORDS - 川谷絵音のプライベート・レーベル
- unBORDE
- VYBE
- WARNER MUSIC JAPAN - メインレーベル
- WARNER RECORDS
- WARNER SUNSET
- WEA Japan
- World art - 渋谷すばるの自主レーベル

### 販売委託レーベル
- WATERTOWER MUSIC（英語版）
- NBCユニバーサル・エンターテイメントジャパン - アニメ音楽事業[5]

## その他
- 元プロ野球選手の難波昭二郎が、球界引退後に入社したパイオニアから出向して社員として在籍し、営業や制作ディレクター等を務め、その後取締役となる。
- ワーナーブラザーズ・パイオニア設立前の日本におけるワーナー・ブラザース・レコード（現在のワーナー・レコード）の販売権は1960年から1961年は日本コロムビア傘下の日蓄工業、1962年から1970年は東芝音楽工業（後の東芝EMI、現在のユニバーサル ミュージック ジャパン）にあった。
- 同じワーナー・ブラザースをルーツに持ち音楽事業も手がけるワーナー ブラザース ジャパンとは資本関係はない。2014年にワーナー・ブラザースが事業整理し、ワーナーミュージックを売却しているため。その後、米ワーナー映画のサウンドトラックは「ウォータータワー・ミュージック（英語版）」レーベルで配信されている。